# Objection Overruled
Objection Overruled (engl. für „Einspruch abgelehnt“) ist das neunte Studioalbum der deutschen Heavy-Metal-Band Accept. Es erschien am 1. Februar 1993 bei RCA Records. Nach dem von David Reece eingesungenen Eat the Heat erfolgte mit diesem Album die Reunion mit Udo Dirkschneider.

## Entstehung und Stil
Das von der Band selbstproduzierte Album wurde wie gewohnt in den Studios von Dieter Dierks in Stommeln aufgenommen, nach einer Vorproduktion in den Roxx-Studios. Wolf Hoffmann sagte später zur Reunion: „That was great! I mean, making up and having reunions are always great in a way because you feel that sort of spirit or fresh wind again. It was great! We had a ball back then.“ Hoffmann stellte heraus, dass die Band auf dem Album den klassischen Accept-Stil weiterverfolgen und keine Experimente wagen wollte: „...and that’s what we did.“

## Rezeption
Objection Overruled erreichte in Deutschland Platz 17. Jason Anderson von Allmusic.com vergab drei von fünf Sternen. Er stellte vor allem die schnellen Stücke heraus. „Far from being a total success, Objection Overruled should interest longtime fans of Accept, but neophytes are highly encouraged to seek out much earlier recordings...“

## Titelliste
Alle Lieder wurden von Accept und Deaffy (alias Gaby Hoffmann) geschrieben.
1. "Objection Overruled" – 3:38
2. "I Don't Wanna Be Like You" – 4:19
3. "Protectors of Terror" – 4:03
4. "Slaves to Metal" – 4:37
5. "All or Nothing" – 4:32
6. "Bulletproof" – 5:05
7. "Amamos la Vida" – 4:39
8. "Sick, Dirty and Mean" – 4:33
9. "Donation" – 4:48
10. "Just by My Own" – 3:29
11. "This One's for You" – 4:10
12. "Rich & Famous" (Japan-Bonustrack) – 3:10